# Amatőr ökölvívó-világbajnokok
A Nemzetközi Amatőr Ökölvívó Szövetség (AIBA) által szervezett Amatőr ökölvívó-világbajnokságokon aranyérmet nyert ökölvívók.
Súlycsoportok száma:
- 1974–1978: 11
- 1982–2001: 12
- 2003-2009: 11
- 2011-tól: 10

| év             | szupernehézsúly       | nehézsúly             | félnehézsúly          | középsúly            | nagyváltósúly      | váltósúly             | kisváltósúly             | könnyűsúly          | pehelysúly          | harmatsúly           | légsúly             | kislégsúly         | év   |
| -------------- | --------------------- | --------------------- | --------------------- | -------------------- | ------------------ | --------------------- | ------------------------ | ------------------- | ------------------- | -------------------- | ------------------- | ------------------ | ---- |
| 2013, Almati   | Məhəmmədrəsul Məcidov | Clemente Russo        | Julio César La Cruz   | Zhanibek Alimkhanuly | –                  | Danyijar Jeleuszinov  | Merey Aksalov            | Lázaro Álvarez      | –                   | Cavid Çələbiyev      | Mihail Alojan       | Birzsan Zsakipov   | 2013 |
| 2011, Baku     | Məhəmmədrəsul Məcidov | Olekszandr Uszik      | Julio César La Cruz   | Jevhen Hitrov        | –                  | Tarasz Selesztyuk     | Éverton Lopes            | Vaszil Lomacsenko   | –                   | Lázaro Álvarez       | Mihail Alojan       | Cou Si-ming        | 2011 |
| 2009, Milánó   | Roberto Cammarelle    | Jegor Mehoncev        | Artur Beterbijev      | Abbos Atoyev         | –                  | Jack Culcay-Keth      | Roniel Iglesias          | Domenico Valentino  | Vaszil Lomacsenko   | Detelin Dalaklijev   | McWilliams Arroyo   | Serdamba Purevdorj | 2009 |
| 2007, Chicago  | Roberto Cammarelle    | Clemente Russo        | Abbos Atoyev          | Matvej Korobov       | –                  | Demetrius Andrade     | Szerik Szapijev          | Frankie Gavin       | Albert Szelimov     | Szergej Vodopjanov   | Raushee Warren      | Cou Si-ming        | 2007 |
| 2005, Mianyang | Odlanier Solís        | Alekszandr Alekszejev | Jerdosz Zsanabergenov | Matvej Korobov       | –                  | Erislandy Lara        | Szerik Szapijev          | Yordenis Ugas       | Alekszej Tyiscsenko | Guillermo Rigondeaux | Lee Ok-Sung         | Cou Si-ming        | 2005 |
| 2003, Bangkok  | Alekszandr Povetkin   | Odlanier Solís        | Jevgenyij Makarenko   | Gennagyij Golovkin   | –                  | Lorenzo Aragón        | Willy Blain              | Mario Kindelán      | Galib Zsafarov      | Ağası Məmmədov       | Somjit Jongjohor    | Szergej Kazakov    | 2003 |
| 2001, Belfast  | Ruslan Chagayev       | Odlanier Solís        | Jevgenyij Makarenko   | Andrej Gogolev       | Damián Austín      | Lorenzo Aragón        | Diógenes Luna            | Mario Kindelán      | Ramaz Paliani       | Guillermo Rigondeaux | Jérôme Thomas       | Yan Barthelemí     | 2001 |
| 1999, Houston  | Sinan Şamil Sam       | Michael Bennett       | Michael Simms         | Utkirbek Haydarov    | Marian Simion      | Juan Hernández Sierra | Muhammadqodir Abdullayev | Mario Kindelán      | Rocky Juarez        | Raicu Crinu-Olteanu  | Bolat Zsumagyilov   | Brian Viloria      | 1999 |
| 1997, Budapest | Giorgi Kandelaki      | Félix Savón           | Alekszandr Lebzjak    | Erdei Zsolt          | Alfredo Duvergel   | Oleg Szaitov          | Dorel Simion             | Alekszandr Maletyin | Kovács István       | Raimkul Malahbekov   | Manuel Mantilla     | Maikro Romero      | 1997 |
| 1995, Berlin   | Alekszej Lezin        | Félix Savón           | Antonio Tarver        | Ariel Hernández      | Vastag Ferenc      | Juan Hernández Sierra | Héctor Vinent            | Leonard Doroftei    | Szerafim Todorov    | Raimkul Malahbekov   | Lunka Zoltán        | Daniel Petrov      | 1995 |
| 1993, Tampere  | Roberto Balado        | Félix Savón           | Ramón Garbey          | Ariel Hernández      | Vastag Ferenc      | Juan Hernández Sierra | Héctor Vinent            | Damian Austin       | Szerafim Todorov    | Alekszandar Hrisztov | Waldemar Font       | Nszan Munczian     | 1993 |
| 1991, Sydney   | Roberto Balado        | Félix Savón           | Torsten May           | Tommaso Russo        | Juan Carlos Lemus  | Juan Hernández Sierra | Konstantin Tszyu         | Marco Rudolph       | Kirkor Kirkorov     | Szerafim Todorov     | Kovács István       | Eric Griffin       | 1991 |
| 1989, Moszkva  | Roberto Balado        | Félix Savón           | Henry Maske           | Andrej Kurnyavka     | Israel Akopkokhian | Vastag Ferenc         | Igor Ruzsnyikov          | Julio González      | Ajrat Kamatov       | Enrique Carríon      | Jurij Arbacsakov    | Eric Griffin       | 1989 |
| 1986, Reno     | Teófilo Stevenson     | Félix Savón           | Pablo Romero          | Darrin Allen         | Ángel Espinosa     | Kenneth Gould         | Vaszilij Sisov           | Adolfo Horta        | Kelcie Banks        | Moon Sung-Kil        | Pedro Orlando Reyes | Juan Torres Odelin | 1986 |
| 1982, München  | Tyrell Biggs          | Olekszandr Jahubkin   | Pablo Romero          | Bernardo Comas       | Alekszandr Koskin  | Mark Breland          | Carlos García            | Ángel Herrera       | Adolfo Horta        | Floyd Favors         | Jurij Alekszandrov  | Iszmail Musztafov  | 1982 |
| 1978, Belgrád  | –                     | Teófilo Stevenson     | Sixto Soria           | José Gómez           | Viktor Szavcsenko  | Valerij Racskov       | Valerij Lvov             | Davidson Andeh      | Ángel Herrera       | Adolfo Horta         | Henryk Średnicki    | Stephen Muchoki    | 1978 |
| 1974, Havanna  | –                     | Teófilo Stevenson     | Mate Parlov           | Rufat Riszkijev      | Rolando Garbey     | Emilio Correa         | Ayub Kalule              | Vaszilij Szolomin   | Howard Davis        | Wilfredo Gómez       | Douglas Rodríguez   | Jorge Hernández    | 1974 |

## Többszörös világbajnokok
Hat aranyérmet szerzett :
- Félix Savón  Kuba

Négy aranyérmet szerzett :
- Juan Hernández Sierra  Kuba

Három aranyérmet szerzett :
- Vastag Ferenc  Románia
- Roberto Balado  Kuba
- Adolfo Horta  Kuba
- Mario Kindelán  Kuba
- Odlanier Solís  Kuba
- Teófilo Stevenson  Kuba
- Szerafim Todorov  Bulgária

Két aranyérmet szerzett :
- Kovács István  Magyarország
- Abbos Atoyev  Üzbegisztán
- Lorenzo Aragón  Kuba
- Roberto Cammarelle  Olaszország
- Cou Si-ming  Kína
- Ariel Hernández  Kuba
- Eric Griffin  Egyesült Államok
- Ángel Herrera  Kuba
- Matvej Korobov  Oroszország
- Jevgenyij Makarenko  Oroszország
- Raimkul Malahbekov  Oroszország
- Guillermo Rigondeaux  Kuba
- Pablo Romero  Kuba
- Szerik Szapijev  Kazahsztán
- Héctor Vinent  Kuba

## Országok listája szerzett világbajnoki aranyak szerint
| \| Ország \| Aranyérmek \| \| ------------------ \| ---------- \| \| Kuba \| 63 \| \| Oroszország \| 19 \| \| Egyesült Államok \| 16 \| \| Szovjetunió \| 15 \| \| Bulgária \| 8 \| \| Románia \| 7 \| \| Kazahsztán \| 6 \| \| Olaszország \| 5 \| \| Üzbegisztán \| 5 \| \| Németország / NSZK \| 4 \| \| Magyarország \| 3 \| \| Dél-Korea \| 2 \| \| Franciaország \| 2 \| \| Kína \| 2 \| \| Puerto Rico \| 2 \| \| Törökország \| 2 \| \| Anglia \| 1 \| \| Azerbajdzsán \| 1 \| \| Grúzia \| 1 \| \| Jugoszlávia \| 1 \| \| Kenya \| 1 \| \| Lengyelország \| 1 \| \| Mongólia \| 1 \| \| NDK \| 1 \| \| Nigéria \| 1 \| \| Örményország \| 1 \| \| Thaiföld \| 1 \| \| Uganda \| 1 \| \| Ukrajna \| 1 \| \| összesen \| 174 \| |            |
| Ország | Aranyérmek |
| Kuba | 63         |
| Oroszország | 19         |
| Egyesült Államok | 16         |
| Szovjetunió | 15         |
| Bulgária | 8          |
| Románia | 7          |
| Kazahsztán | 6          |
| Olaszország | 5          |
| Üzbegisztán | 5          |
| Németország / NSZK | 4          |
| Magyarország | 3          |
| Dél-Korea | 2          |
| Franciaország | 2          |
| Kína | 2          |
| Puerto Rico | 2          |
| Törökország | 2          |
| Anglia | 1          |
| Azerbajdzsán | 1          |
| Grúzia | 1          |
| Jugoszlávia | 1          |
| Kenya | 1          |
| Lengyelország | 1          |
| Mongólia | 1          |
| NDK | 1          |
| Nigéria | 1          |
| Örményország | 1          |
| Thaiföld | 1          |
| Uganda | 1          |
| Ukrajna | 1          |
| összesen | 174        |